# Bjørn Otto Bragstad
Bjørn Otto Bragstad (Trondheim, 5 januari 1971) is een voormalig Noors profvoetballer (verdediger) die onder meer voor de Noorse eersteklasser Rosenborg BK uitkwam. Hij speelde ook voor de Noorse nationale ploeg. Bragstad beëindigde zijn loopbaan in 2004 bij de Oostenrijkse club SW Bregenz.

## Interlandcarrière
Bjørn Otto Bragstad speelde tussen 1999 en 2000 in totaal vijftien wedstrijden voor de Noorse nationale ploeg. Hij maakte zijn debuut op 20 januari 1999 in de vriendschappelijke wedstrijd tegen Israël (0-1) in Ramat Gan, net als Eirik Bakke (Sogndal IL). Hij moest in dat duel na 45 minuten plaatsmaken voor Claus Lundekvam. Bragstad nam met Noorwegen deel aan het EK voetbal 2000 in België en Nederland.

## Erelijst
Rosenborg BK
- Tippeligaen

1990, 1992, 1993, 1994, 1995, 1997, 1998, 1999, 2000, 2001
- Beker van Noorwegen

1992, 1995, 1999